# South Hill (Washington)
South Hill és una concentració de població designada pel cens dels Estats Units a l'estat de Washington. Segons el cens del 2000 tenia 31.623 habitants.

## Demografia
Segons el cens del 2000, South Hill tenia 31.623 habitants, 10.929 habitatges, i 8.721 famílies. La densitat de població era de 677,9 habitants per km².
Dels 10.929 habitatges en un 45,7% hi vivien nens de menys de 18 anys, en un 65,3% hi vivien parelles casades, en un 9,8% dones solteres, i en un 20,2% no eren unitats familiars. En el 15,1% dels habitatges hi vivien persones soles el 4,4% de les quals corresponia a persones de 65 anys o més que vivien soles. El nombre mitjà de persones vivint en cada habitatge era de 2,89 i el nombre mitjà de persones que vivien en cada família era de 3,2.
Per edats la població es repartia de la següent manera: un 31,3% tenia menys de 18 anys, un 7,6% entre 18 i 24, un 33,9% entre 25 i 44, un 20,4% de 45 a 60 i un 6,9% 65 anys o més.
L'edat mediana era de 33 anys. Per cada 100 dones de 18 o més anys hi havia 93,8 homes.
La renda mediana per habitatge era de 60.524 $ i la renda mediana per família de 64.544 $. Els homes tenien una renda mediana de 45.637 $ mentre que les dones 30.306 $. La renda per capita de la població era de 22.700 $. Aproximadament el 2,6% de les famílies i el 4,2% de la població estaven per davall del llindar de pobresa.

## Poblacions més properes
El següent diagrama mostra les poblacions més properes.